# Kajaani
Kajaani (tiếng Thụy Điển: Kajana) là một thành phố và thủ phủ của vùng Kainuu, Phần Lan.
Thành phố nằm về phía đông của hồ Oulujärvi, dọc theo sông Kajaaninjoki.
Các khu tự quản tiếp giáp với thành phố Kajaani bao gồm huyện Paltamo, Sotkamo thuộc vùng Kainuu, huyện Pyhäntä, Siikalatva, Vaala thuộc vùng Bắc Ostrobothnia và các huyện Sonkajärvi, Vieremä thuộc vùng Bắc Savo.
Thành phố có dân số 36,281 người (ngày 28 tháng 2 năm 2023) cùng diện tích bề mặt là 2.263,82 km², trong đó có 428,94 km² là diện tích mặt nước. Mật độ dân số là 20,78 người trên mỗi km vuông (53,8 / sq mi). Thành phố này chỉ sử dụng tiếng Phần Lan.